# Китайска рулетка
„Китайска рулетка“ (на немски: Chinesisches Roulette) е западногерманско-френски драматичен филм от 1976 година на режисьора Райнер Вернер Фасбиндер по негов собствен сценарий. Главните роли се изпълняват от Маргит Карстенсен, Андреа Шобер, Александер Алерсон, Маша Мерил, Ули Ломел, Ана Карина. 

## Сюжет
В центъра на сюжета е заможни съпруг и съпруга и техните любовници, събрани без знанието им в тяхното провинциално имение от дъщеря им.

## В ролите
| Изпълнител         | Роля          |
| ------------------ | ------------- |
| Маргит Карстенсен  | Ариане Крист  |
| Андреа Шобер       | Анджела Крист |
| Александер Алерсон | Герхард Крист |
| Маша Мерил         | Трауниц       |
| Ули Ломел          | Колбе         |
| Ана Карина         | Ирене Картис  |
| Бригите Мира       | Каст          |
| Фолкър Спенглер    | Габриел Каст  |